# タニア・ブルゲラ
タニア・ブルゲラ（Tania Bruguera、1968年7月18日 - ）は1968年、キューバのハバナで生まれた。彼女はインスタレーションとパフォーマンスのアーティストでアクティビストである。彼女はニューヨークとハバナで居住と活動をし、数々の国際展に参加している。彼女の作品は、ニューヨーク近代美術館、ブロンクス美術館、ハバナ国立美術館など、多くの公共施設の常設コレクションに収蔵されている。タニアの作品は、権力と支配が軸となっておりいくつかはキューバの歴史的な出来事を問いただし再現している。

## 経歴
タニア・ブルゲラは外交官で政治家のミゲル・ブルゲラ（Miguel Brugueras）の娘として生まれたが、18歳のときに「彼女の初めての政治的反抗」として名前をBruguerasからBruguera（最後のSをとった）に変えた。
ミゲル・ブルゲラはフィデル・カストロ政権時に外交大臣だったため、タニアは子供時代に三度引っ越しをした。父のキャリアのために家族は、パリ（1973-1974）、レバノン（1974-1977）、パナマ（1977-1979）へと移動した。三度の引っ越しから二年後の1979年、タニアはキューバへ戻る決意をした。
タニアはハバナのISA（Instituto Superior de Arte）で学び、シカゴ美術館附属美術大学でパフォーマンスの修士を取得した。彼女はラテンアメリカで初めてのパフォーマンス学科である、カテドラ・アルテ・デ・コンダクタ,行動芸術学校（Catédra Arte de Conducta）の創立者でディレクターでもあり、これはハバナのISAが主催している。2003年から2010年、彼女はアメリカのシカゴ大学の視覚芸術学科の准教授で、イタリアのベネチア大学の客員教授である。

## 作品

### 『罪悪感の重さThe Burden of Guilt(El peso de la culpa)』（1997）
1997年、スペインからの占領に抵抗するため、多量の土を食べて多くの自殺者を出したキューバの土着民の話をもとにタニアは制作した。土を食べるという彼らの行為を「抵抗の武器」とタニアは解釈した。パフォーマンスでは、タニアは子羊の死骸を首から前にぶら下げて裸で立ち、肉体と精神の両方から象徴的な負荷を作り出した。その姿で45分間、塩と水を混ぜた土を食べ、涙を浮かべた。エドワード・ルービンは「その痛ましい作品はハバナで初上演され、観客は自由や開放、自己決定が抽象的な理想ではなく、私たちの肉体にその意味を深く刻み込まれたと十分に気付かされた」と述べている。1999年に制作された『Burden of the Guilt II』はVimeoで閲覧できる。

### 『亡命Destierro』（1998-1999）
1998年から1999年、タニアはスペイン語で亡命（displacement）を意味する作品を制作した。この作品でタニアは、コンゴのパワーフィギュア「ニキス・コンデ（Nikis Nkonde）」に似た格好をし、キューバ政府が革命中に国民にした無意味な約束に注意を向けている。この作品でタニアは、キューバの人々に政府が最終的に彼らに約束したことを果たすように、積極的なスタンスと要求を呼びかけている。1998年から1999年に制作された『Destierro』はVimeoで閲覧できる。

### 『カテドラ・アルテ・デ・コンダクタ,行動芸術学校Cátedra Arte de Conducta (Behavior Art School)』（2002）
2002年、タニアはハバナにカテドラ・アルテ・デ・コンダクタという名の学校を設立し、同時代のキューバ社会にオルタナティブな芸術研究のトレーニングとなる場所を提供した。カテドラは若いキューバのアーティストの多様なスタイルの芸術教育と、どのようにイデオロギーの変革を芸術のツールとして使用できるかをしめすことにフォーカスしている。付け加えると、カテドラ自体をアート作品として、制度的な批判、社会的な慣習または寄生を理解することができ、タニアは、キューバ国立芸術学校、ハバナ・ビエンナーレ、そしてお金（と権勢）に支えられた国際的なアート・サーキットの制度的枠組みを、彼らの意図しない方へ再構築した。「タニアは社会的な環境の中でその立場を利用し、彼女が参加したハバナ・ビエンナーレでカテドラの学生たちの作品を展示することによって彼らのキャリアを前進させた」

### 『タトリンのささやき＃6Tatlin's Whisper #6』（2009）
2009年、タニアのパフォーマンスはハバナ・ビエンナーレで大きな論争を引き起こした。パフォーマンス中はマイクを立て、人々が一分間自由に話せるようにし、マイクを持つスピーカーたちの肩に軍服を着たパフォーマーが白い鳩をのせるものだった。それはフィデル・カストロが、1959年1月の革命の勝利宣言のスピーチ中に鳩が肩にとまった有名な事件を参照している。様々な参加者がこの機会に「自由（解放）」や「民主主義」を問えた。スピーカーの一人は、有名な反体制派ブロガーのヨナイ・サンチェス（Yoani Sánchez）だった。キューバ政府は声明で「作品と連帯をしに来たキューバアーティストと外国人を不快にさせる恥ずべき非文化的なイベントだ」と批判した。『Tatlin's Whisper #6』はVimeoで閲覧できる。

### 『イミグラント・ムーブメント・インターナショナルImmigrant Movement International』（2011-2015）
2011年、タニアはイミグラント・ムーブメント・インターナショナルの制作を開始した。これは、2015年までの継続を想定した複数の作品である。タニアは、2011年からクイーンズのコロナにある小さなアパートメントで五人の移民の子どもと共に一年間暮すことから始めた。彼女は、居住書類がないために低賃金で健康保険を持てないで生き抜く中で経験するいくつかの問題に興味を持った。クィーンズ美術館とクリエイティブ・タイムと呼ばれる非営利団体が資金提供をするこのプロジェクトでは、ニューヨークでタニアが移民のためのワークショップ用の路面店を開くことも含まれていたが、来店した人々の多くは、英語を習うか雇用の公的援助を見つけることに興味を持っていた。

### 『余剰価値Surplus Value』（2012）
2012年、『イミグラント・ムーブメント・インターナショナル』の大きなプロジェクトの一環として、テート・モダンで参加型の作品である『剰余価値　Surplus Value』を発表した。『剰余価値　Surplus Value』に参加するには、美術館来館者は長い行列を待ち続け、そして彼らはビザ申請について嘘発見器をパスしなければならない。この展覧会場にはナチス強制収容所の複製の標識が4つあった。

### 『ミュージアム・オブ・アルテ・ユーティル　The Museum of Arte Útil』（2013）
2013年、彼女はニューヨークのクイーンズ美術館とオランダのアイントホーフェンのファン・アッベ市立美術館との共同プロジェクト『ミュージアム・オブ・アルテ・ユーティル　The Museum of Arte Útil』を開始した。スペイン語のArte Útil（アルテ・ユーティル）は、おおまかには「便利な・有用な芸術」と訳されるが、デバイスまたはツールとしての芸術も示唆している。アルテ・ユーティルは社会的に有用な影響をイメージしクリエイトし、そして実装をする。『ミュージアム・オブ・アルテ・ユーティル　The Museum of Arte Útil』は新たな国際的な構成員の組織体系『アソシエイション・デ・アルテ・ユーティル　Asociación de Arte Úti』へと進化し、アルテ・ユーティルの促進と実行を模索した。ミドルスブラ・現代アートギャラリー（MIMA）のディレクターであるアリステア・ハドソン（Alistair Hudson）は、タニアと共にアソシエイションの共同ディレクターを務めている。

### 『#YoMePropongo en Cuba』（2017）
2017年、タニアは2018年のキューバ共和国大統領の選挙映像に「#YoMePropongo en Cuba（キューバにプロポーズする）」とハッシュタグをつけ、自身が候補者として立候補した。このプロジェクトはキューバのより良い未来への想像力が作られるか、聴衆の想像力に挑んだものだった。現在までタニアは低価格住宅や彼らの低い経済状況を改善するなどを含めた、日々キューバ人が感じている腐敗した政治体制への改革の応答を、70の映像として受け取ってる。

### 『10,148,451』（2018）
2018年、タニアはテート・モダンのタービン・ホールでのヒュンダイ・コミッションに選出された。インスタレーションのため、タニアは床の一部を感熱性ペイントで黒く塗りつぶした。来訪者がその上に座ったり横になると、その下からはシリア難民である人物の巨大な肖像画の一部が現れる。キュレーターのキャサリン・ウッド（Catherine Wood）は「これはアクションへの呼びかけです。なぜならとても多くの人々と共に参加する以外、この大きな肖像画を見る方法はないのですから」と述べた。

### その他
タニア・ブルゲラは、ドクメンタ11（2002）、ペルーのリマで開催されたビエンナーレ・イベロアメリカーナ（2002）、イスタンブール・ビエンナーレ（2003）、上海ビエンナーレ（2004）、韓国の光州で開催された光州ビエンナーレ（2008）など、数多くの国際展に参加している。タニアの作品はニューヨークのニューヨーク近代美術館、ブロンクス美術館、ハバナ国立美術館を含む世界中の数々の公共施設で恒久展示もされている。

## アクティビズム

### 『私も要求する　Yo Tambien Exijo』（2014 - 2015）
ハバナのプラザ・デ・ラ・レボルシオン広場（Revolution Square）での公開パフォーマンスを組織したとして、タニアは2014年12月から2015年1月までの間、三度に渡り逮捕と釈放がされた。タニアは『私も要求する　Yo Tambien Exijo』キャンペーンに参加した幾人かのキューバのアーティスト、アクティビスト、ブロガー、ジャーナリストと共に拘束された。キャンペーンは2014年12月17日にラウル・カストロとバラク・オバマが、50年にわたる敵対的関係に終止符を打つ可能性のある、外交関係の回復についての宣言後に始まった。タニアは、キューバの人々に自分の考えを自由に述べられるようにオープンマイクを設置した公開パフォーマンス後の12月30日の火曜日に初めて逮捕された。『タトリンのささやき #6 - ハバナ・バージョン　Tatlin’s wisper #6 – Havana Version』と題された公開パフォーマンスは、すでに2009年に第10回ハバナ・ビエンナーレで公演されているものだった。『タトリンのささやき #5　Tatlin's Whisper #5』（2008）が行われたテート・モダンのタービン・ホールには騎馬警官が向かい合い、暴動の始まりを挫かせようと立ち塞いでいるようだった。
イベントにおけるタニアのアクションはメディアによって賛同と反対の報道が広範囲でされ、世界中から1,000人を超すタニアを支持する署名入りの公開レターがラウル・カストロ宛に送られた。レターには「私たちはタニアのキューバのパスポート没収と勾留は、公共の話し合いのためにオープンスペースを率直に開こうとしたタニアのアート作品の応答にふさわしいものではないと確信している」と書かれていた。その後、政府はタニアを6ヶ月拘束した後の2015年7月10日にタニアを釈放しキューバのパスポートを返還した。
2015年12月、タニアは再びキューバに戻る可能性を公表した。タニアは勾留中に以下の2つの条件について同意しただけだと話した；1つ目はプラザ・デ・ラ・レボルシオン広場での公開パフォーマンスを中断した後に拘束した協力者たちを解放すること、2つ目は政府が捺印し保証したタニアがキューバに戻れるという文書を政府から受け取ること。

### 『ハンナ・アーレント芸術活動研究所　INSTAR (Institute of Artivism Hannah Arendt)』（2016）
2016年3月、資金調達を行うウェブ・サイトのキッススターターで『ハンナ・アーレント芸術活動研究所　INSTAR (Institute of Artivism Hannah Arendt)』のキャンペーンを発表した。この研究所は、苦難の時において信頼と平和と熟考した応答を橋渡しし、そして人々が異なる政見を持っていても共に良い国を作ることができる場所を創造している。

### 『#YoMePropongo en Cuba』（2017）
2017年10月、タニアはラウル・カストロ大統領（フィデル・カストロの弟）の退任時”キューバ大統領”への立候補を発表した。タニアの風刺の効いたパフォーマンスは、キューバは国民が選出していない一党制である事実を露わにした。タニアはこの現実を明るみに出すことで、文化的な恐れを取り除くことを望んだ。

### 政府との関係
2018年12月、キューバの法律（法令349）への抗議の計画を推し進めたとして逮捕された。その法令は、アーティストは政府の許可証を必要とするものだった。2018年12月6日、タニアは法令349に対する座り込み抗議をした多くのアーティストやアクティビストと共に刑務所で三日間拘束された後に釈放された。しかしながらタニアの妹はロンドンに拠点を置く「アート・ニュースペーパー（The Art Newspaper）」にキューバ当局はタニアを自宅軟禁し、アーティストたちに対して刑事訴訟を起こしていると語っている。タニアは国営のグランマ新聞、Razones de Cuba、La Jiribillaに掲載された後、政府に対し「プロとして、アーティストと家族を心理的および社会的に傷つけた」と訴訟を起こした。
2020年10月、タニアはハバナの自宅で聞かされた高音域の音響によって極度の身体的不快を受けたと糾弾した。タニアが説明している音響と症状は、音響攻撃が疑われるハバナ症候群の症状と似ている。

## 展覧会
| 2018 | 無題 Untitled (ハバナ 2000) | ニューヨーク近代美術館、ニューヨーク、アメリカ                                             | 個展     |
| 2004 | 日付された肉 Dated Flesh | ローナ・ホフマン・ギャラリー、シカゴ、アメリカ                                             | 個展     |
| 2004 | アート・プロジェクト Art Projects | アート・バーゼル、マイアミ、アメリカ                                                       | グループ |
| 2004 | 上海ビエンナーレ | 上海、中国                                                                                 | グループ |
| 2004 | 島国 Island Nations | RISD美術館、Rhode Island、アメリカ                                                         | グループ |
| 2003 | レジスタンス・エクササイズ Esercizio di resistenza | フランコ・ソフィアンティーノ・ギャラリー、 トリノ、イタリア                                | 個展     |
| 2003 | 自伝 Autobiografia | アルゼンチン国立美術館、ハバナ、キューバ                                                   | 個展     |
| 2003 | 王室、ロイヤル・トリップ The Royal, royal trip | PS1、ニューヨーク、ニューヨーク                                                            | グループ |
| 2003 | 無題 Untitled | パティオ・エレリアーノ・パレス、バリャドリード、スペイン                                   | グループ |
| 2003 | 詩的正義 Poetic Justice | 第8回イスタンブール ビエンナーレ、イスタンブール、トルコ                                   | グループ |
| 2003 | 生ける美術館 The living museum | MMK、フランクフルト、ドイツ                                                                | グループ |
| 2002 | ソウル・エンジニア Ingeniero de almas | アブランテス・パレス、サラマンカ、スペイン                                                 | 個展     |
| 2002 | タニア・ブルゲラ - ガーダ・アーメル Tania Bruguera – Ghada Amer | サンフランシスコ・アート・インスティチュート、サンフランシスコ、カリフォルニア、アメリカ   | 個展     |
| 2002 | フュージョン料理 Fusion Cuisine | DESTE 財団、アテネ、ギリシャ                                                               | グループ |
| 2002 | 極端な存在 Extreme Existence | プラット・インスティテュート、ニューヨーク                                                 | グループ |
| 2002 | ドクメンタ 11 | カッセル、ドイツ                                                                           | グループ |
| 2002 | 石と水 The Stone and water | HAM ヘルシンキ市立美術館、ヘルシンキ、フィンランド                                         | グループ |
| 2002 | ノー・プレイス No place | IFA ギャラリー、ボン、ドイツ                                                               | グループ |
| 2002 | 第三回リマ・ビエンナーレ | リマ、ペルー                                                                               | グループ |
| 2002 | 無題 Untitled | F.A.I.R ロイヤル・カレッジ・オブ・アート、ロンドン                                         | グループ |
| 2001 | 重さによる島 La isla en peso | カサ・デ・ラス・アメリカス、ハバナ                                                         | 個展     |
| 2001 | タニア・ブルゲラ Tania Bruguera | リーブマン・マグナンギャラリー、ニューヨーク                                               | 個展     |
| 2001 | 少しの歴史が繰り返される A little bit of history repeated | クンストヴェルケ現代美術センター、ベルリン、ドイツ                                         | グループ |
| 2001 | 物品 Mercancias | エスパシオ・C、カンタブリア、スペイン                                                      | グループ |
| 2001 | スパン Span | インターナショナル・パフォーマンス・アーツ・レジデンシー・プロジェクト、ロンドン、イギリス | グループ |
| 2001 | 人類のプラトー The Plateau of Humankind | 49th ベネチア ビエンナーレ、ベネチア、イタリア                                             | グループ |
| 2001 | お時間ありますか？ Do you have time? | リーブマン・マグナンギャラリーニューヨーク                                                 | グループ |
| 2000 | 片方がもう片方に近い、第七回ハバナ・ビエンナーレ Uno mas cerca del otro、VII ビエンナーレ de la Habana                                                                                 | サン・カルロス・デ・ラ・カバナの要塞、コントラミナス・ギャラリー、サンアンブロジオ、ハバナ | グループ |
| 2000 | アルテ・オール。アルテ、第5版 Arte all Arte、5th edition | ポッジョ・インペリアーレの要塞、アルテ・コンティニュア、ポッジボンシ、トスカーナ、イタリア | グループ |
| 2000 | エキゾチカ・インコグニタ Exotica Incognita | 第三回光州・ビエンナーレ、光州                                                             | グループ |
| 2000 | カッティング・エッジ Cutting Edge | ARCO: ファンカルロス一世公園、マドリッド、スペイン                                         | グループ |
| 1999 | 近作 Recent work | ベラ・ヴァン・ラー・ギャラリー、アントワープ、ベルギー                                     | 個展     |
| 1999 | ヴィデオドローム Videodrome | ニューヨーク近代美術館、ニューヨーク                                                       | グループ |
| 1999 | ユートピア-ディストピア Utopia-Distopia | 第八回インターナショナル・ パフォーマンス・ショー、メキシコ市、メキシコ                    | グループ |
| 1999 | 場所を探して、第三回国際ビエンナーレLooking for a Place、III International ビエンナーレ                                                                                                | SITE サンタフェ、ニューメキシコ、アメリカ                                                  | グループ |
| 1999 | ハブニング Happening | ゲント市立現代美術館、ゲント、ベルギー                                                     | グループ |
| 1999 | キューバ - 欲望の地図 Cuba – Maps of desire | クンストハレ・ウィーン、オーストリア                                                       | グループ |
| 1998 | 自由の中の芸術 Art in Freedom | ボイマンス・ヴァン・ベーニンゲン美術館、ロッテルダム、オランダ                             | グループ |
| 1998 | 分岐路の庭 The Garden of Forking Paths | ヘルシンキ市立美術館、ヘルシンキ、フィンランド                                             | グループ |
| 1998 | 第二回現代アートサロン II Salón de Arte Contemporáneo | ウィフレド・ラム・コンテンポラリー・アートセンター、ハバナ                                 | グループ |
| 1998 | オブセッションズ Obsesiones | ウィフレド・ラム・コンテンポラリー・アートセンター、ハバナ                                 | グループ |
| 1998 | キューバとベネズエラの控えめな作家：新しい詩学 De discretas autorías. Cuba y Venezuela: Nuevas poéticas                                                                                | シカゴ現代美術館・マリオ・アブレイユ、マラカイ、ベネズエラ                                 | グループ |
| 1998 | 磁石の破片 Fragmentos a su imán | ラテンアメリカギャラリー、カサ・デ・ラス・アメリカス、ハバナ                               | グループ |
| 1998 | 第三回バロ・デ・アメリカ・ビエンナーレ | カラカス美術館、カラカス、ベネズエラ                                                       | グループ |
| 1998 | 身体から：女性の寓話 Desde el cuerpo: Alegorías de lo femenino | カラカス美術館、カラカス                                                                   | グループ |
| 1997 | 罪悪感の重さ El peso de la culpa | テハディージョ 214、ハバナ                                                                 | 個展     |
| 1997 | アニマAnima | シカゴ美術館附属美術大学、イリノイ、アメリカ                                               | 個展     |
| 1997 | 交易路、第2回ヨハネスブルグ・ビエンナーレ Trade routes, 2nd Johannesburg Biennale | エレクトリック・ワークショップ、ヨハネスブルグ、南アフリカ                                 | グループ |
| 1997 | 90年代のキューバアート、ベティ・ライマー・ギャラリー国際レジデンシー＆エキシビジョン・プログラム 1990's Art from Cuba, a national residency and exhibition program Betty Rymer Gallery | シカゴ美術館附属美術大学、シカゴ                                                           | グループ |
| 1997 | 私は自分の意思で働く Trabajo por cuenta propia | ハバナ大学芸学部、ハバナ                                                                   | グループ |
| 1997 | キューバからの新しい芸術：ユートピアの領域 New Art from Cuba: Utopic Territories | モリス・アンド・ヘレン・ベルキン・アートギャラリー、バンクーバー、カナダ                   | グループ |
| 1997 | 沈黙の蜂蜜 Las mieles del silencio | ラテン・アメリカ・ギャラリー、カサ・デ・ラス・アメリカス、ハバナ                           | グループ |
| 1997 | 魂の隠蔽 El ocultamiento de las almas | 視覚芸術開発センター、ハバナ                                                               | グループ |
| 1996 | 頭を下に Cabeza abajo | アグルチナドールスペース、ハバナ                                                           | 個展     |
| 1996 | トランジットの涙 Lágrimas de tránsito | ウィフレド・ラム・コンテンポラリー・アートセンター、ハバナ                                 | 個展     |
| 1996 | 第23回サンパウロ・ビエンナーレ | イビラプエラ公園、サンパウロ、ブラジル                                                     | グループ |
| 1996 | カルネ La carne | アグルチナドールスペース、ハバナ                                                           | グループ |
| 1996 | 第一回インターナショナル・バナー・ショー | ティファナ・カルチャー・センター、ティファナ、メキシコ                                     | グループ |
| 1996 | 他の聖典 Otras Escri(p)turas | 造形芸術とデザインのハバナ地方センター、ハバナ                                             | グループ |
| 1996 | トルコの旋回 Un giro de tuerca | ルネ・ポルトカレーロ・スクリーン印刷ワークショップギャラリー、ハバナ                       | グループ |
| 1996 | 女性のための女性 Mujeres por mujeres | イマジオ・ギャラリー、グラン・テアトロ・デ・ラ・ハバナ、ハバナ                             | グループ |
| 1995 | 私に合うもの Lo que me corresponde | アーティストの家、ハバナ                                                                   | 個展     |
| 1995 | 夢を見る、フェルナンド・ロドリゲスと Soñando, with Fernando Rodriguez | ガスワークス・スタジオ・ギャラリー、ロンドン、イギリス                                     | 個展     |
| 1995 | 第1回現代美術コンペティション | ハバナ国立美術館、ハバナ                                                                   | グループ |
| 1995 | 第二回デル・バロ・ビエンナーレ | リア・ベルムデス現代美術センター、マラカイボ、ベネズエラ                                   | グループ |
| 1995 | 可能性のある島 La Isla Possible | 現代文化センター、バルセロナ、スペイン                                                     | グループ |
| 1995 | キューバからの新しいアート New Art from Cuba | ホワイトチャペルアートギャラリー、ロンドン、イギリス                                       | グループ |
| 1995 | 地球の形 Las formas de la tierra | ブアデス・ギャラリー、マドリッド                                                           | グループ |
| 1994 | もう一方の海岸 La otra orilla、第二回ハバナ・ビエンナーレ | モロ城、ウィフレド・ラム・センター、ハバナ                                                 | グループ |
| 1994 | 天と地の抜け穴 Una brecha entre el cielo y la tierra | 造形芸術とデザインのハバナ地方センター、ハバナ                                             | グループ |
| 1994 | ユートピア Utopía | エスパーダ・ギャラリー、若手クリエイターの家、ハバナ                                       | グループ |
| 1994 | カタログ Catálogo | カタログ・ギャラリー、キューバの作家と芸術家連合、ハバナ                                   | グループ |
| 1994 | サロン・デ・ラ・シウダー’94 Salón de la Ciudad '94 | 造形芸術とデザインのハバナ地方センター、ハバナ                                             | グループ |
| 1993 | 戦後の記憶 Memoria de la postguerra | プラザ・ビエハ・ギャラリー、ハバナ                                                         | 個展     |
| 1993 | 第11回国際ドローイング・ビエンナーレ | ミドルスブラ美術博物館、クリーブランド、イギリス                                           | グループ |
| 1993 | ズボンの雲 La nube en pantalones | ハバナ国立美術館、ハバナ                                                                   | グループ |
| 1993 | 絵を忘れない Dibujo no te olvido | 視覚芸術開発センター、ハバナ                                                               | グループ |
| 1992 | アナ・メンディエタ、多目的ルーム Ana Mendieta. Sala Polivalente | 視覚芸術開発センター、ハバナ                                                               | 個展     |
| 1992 | 第二回国際ポスター・ビエンナーレ | ホセ・ルイス・クエバス美術館、 メキシコ                                                    | グループ |
| 1989 | 第二回創造と研究の祭典 II Festival de la Creación y la investigación | ハバナ芸術大学、ハバナ                                                                     | グループ |
| 1989 | 加工写真、ワークショップ・エキシビジョン Fotografía manipulada、workshop's exhibition                                                                                                  | キューバ写真ライブラリー、ハバナ                                                           | グループ |
| 1988 | No por mucho madrugar amanece más temprano | キューバ写真ライブラリー、ハバナ                                                           | グループ |
| 1987 | 第一回クリエイションとリサーチフェスティバル I Festival de la Creación y la investigación                                                                                              | ISA（ハバナ芸術大学）、ハバナ                                                              | グループ |
| 1986 | マリリンは生きている Marilyn is alive | レオポルド・ロマナッハ・ギャラリー、 サン・アレハンドロ・アカデミー、ハバナ                | 個展     |
| 1986 | プロテウス、レオポルド・ロマナッハ・ギャラリー Proteo,Galería Leopoldo Romañach | サン・アレハンドロ造形芸術アカデミー、ハバナ                                               | グループ |

## アワード
- 2018年：インガマーレンオットーフェローシップ。ウォーターミルセンター。ロングアイランド、ニューヨーク、アメリカ合衆国。 [54]
- 2013年：メドウズ賞。メドウズスクールオブアートとメドウズファンデーション。テキサス、アメリカ合衆国。
- 2012年：名誉委員会。ラテン系の芸術と文化の40年。エルムセオデルバリオ。ニューヨーク、アメリカ合衆国。
- 2012年：デレクウィリアムズトラスト購入賞。 Amgueddfa Cymru —ウェールズ国立博物館、現代美術コレクション。ウェールズ、イギリス。
- 2012年：アルテスムンディファイナリスト。国立美術館。ウェールズ、イギリス。
- 2011年：ミッドキャリアアーティストCIFOグラント。シスネロスフォンタナルスアートファンデーション。フロリダ、アメリカ合衆国。
- 2011年：2010年の大学ギャラリーでのベストショー：「タニアブルゲラ：政治的想像力について」。 AICAアワード。ニューヨーク、アメリカ合衆国。
- 2011年：ブロンクス美術館の表彰。ブロンクス美術館。ニューヨーク、アメリカ合衆国。
- 2010年：ビエンナーレコンペティションアワード。ルイスコンフォートティファニー財団。ニューヨーク、アメリカ合衆国。
- 2009年：オードウェイ賞ファイナリスト。芸術のためのクリエイティブリンク/ニューミュージアム。ニューヨーク、アメリカ合衆国。第1回ノイバーガー賞。ニューバーガーミュージアム。ニューヨーク、アメリカ合衆国。
- 2008年：プリンスクラウス賞。プリンスクラウス基金。ロッテルダム、オランダ。
- 2007年：分散型協力のための欧州委員会。欧州連合。
- 2005年：FundaciónAmistadTravelGrantSupport。 FundaciónAmistad。ニューヨーク、アメリカ合衆国。
- 2002–2004年：キューバ芸術基金助成金。キューバ芸術基金。ニューヨーク、アメリカ合衆国。
- 2001年：シカゴ美術館附属美術大学大学院フェローシップ。イリノイ州、アメリカ合衆国。
- 2001年：オデッセイトラベルグラント。シカゴ美術館附属美術大学。シカゴ。イリノイ州、シカゴ。
- 2000年：クラウス・グラント王子。プリンスクラウス基金。ロッテルダム、オランダ。
- 1999年：メリット奨学金。シカゴ美術館附属美術大学。イリノイ州、アメリカ合衆国。
- 1998年：フェローシップ。ジョンサイモングッゲンハイム記念財団。ニューヨーク、アメリカ合衆国。